# Michael Greenfield
Michael John Greenfield (Whitestone, 15 de abril de 1963) é um ex-automobilista norte-americano.
Correu entre 1989 e 1991 e entre 1994 e 1995, pela sua própria equiope (Greenfield Racing) e pela Dale Coyne. Seu último ato foi a tentativa de classificação para a Indianapolis 500 de 1995. Mas, tendo em vista a escassa infraestrutura da Dale Coyne, Greenfield não conseguiu a classificação.
Antes da Champ Car, Michael correu pela Indy Lights e pela Fórmula 3000.